# Красная горка (Карачарово)
Красная горка — имение с усадьбой, принадлежавшее графам Уваровым, расположенное в микрорайоне Карачарово в Муроме.

## История
В XVII веке село Карачарово являлось вотчиной князей Черкасских, а от них по женской линии перешло к Шереметевым. Во второй половине XVIII века Карачарово «с людьми и со крестьяны» вошло в приданое Варвары Петровны Шереметевой (1750—1824), выданной замуж за Алексея Кирилловича Разумовского (1748—1822). Предположительно, именно Варвара Петровна начала строительство усадьбы, будучи отстранённой своим супругом от семейных дел. Главное здание было спроектировано в стиле классицизма.
Дочь Екатерина Алексеевна (1781—1849) вышла замуж за Сергея Семёновича Уварова и после кончины Варвары Петровны Шереметевой имение в 1845 году наследовал её внук — Алексей Сергеевич Уваров. Именно при Алексее Сергеевиче было окончательно достроено главное здание усадьбы, а два флигеля соединены с основным строением двумя полукруглыми галереями. Вокруг дворца был разбит парк, устроен цветник, посажены липовые и берёзовые аллеи. Управляющий имением жил в одном их флигелей.

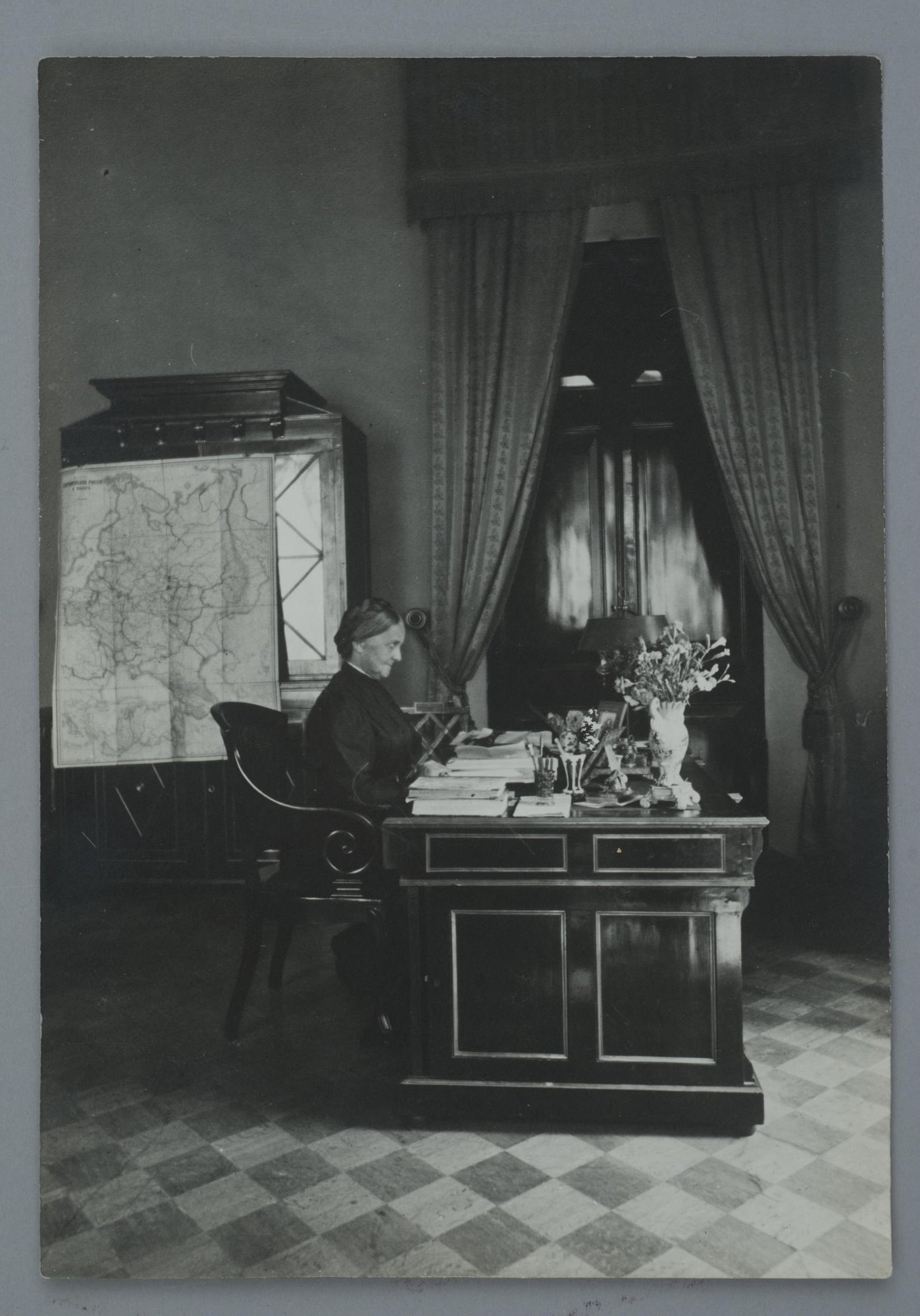
Карачарово. Графиня П. С. Уварова за столом в кабинете. 1899 г.

После женитьбы А. С. Уварова на Прасковье Сергеевне Щербатовой, семейная чета стала чаще бывать в карачаровском имении в том числе и в связи с научными проектами — так в 1877 году в овраге рядом с имением графом была открыта палеолитическая стоянка. После кончины в 1884 году А. С. Уварова, имение перешло к его жене.
В 1891 году П. С. Уварова поделила имеющееся у неё состояние между детьми, оставив за собой карачаровское имение Красная горка, где поселилась с незамужними дочерьми Прасковьей и Екатериной.

«Когда мы переехали в Карачарово, то дом оказался без полов и оконных рам, и нам пришлось довольствоваться одним из флигелей, предоставляя второй кухне и прислуге. Контору же и управляющего конторой, занимавшего этот флигель, перевели в лес, где выстроены для них помещения. Мы очень скоро привыкли и полюбили своё Карачарово, не смотря на то, что там не было ни великолепного многодесятинного парка, ни великолепных оранжерей, ни всех художественных богатств Поречья, о которых нередко вспоминалось; полюбили и наслаждались в самом Карачарове великолепием вида на могучую многоводную Оку, на восходы и заходы солнца, на лунные вечера, а в Лесном (так назвали посёлок, который основался в нашем лесном царстве) — дивным лесом, соснами, дубами и богатством флоры в более низменных местах по речке Велетьме, той самой, которая была открыта мужем среди дебрей ещё не разработанного леса, Велетьме, которая вливалась в речку Тёшу, приток Оки, дала возможность разрабатывать лес, сплавляя его в безлесные местности нашей великой России»— П. С. Уварова. Былое. Давно прошедшие счастливые дни.

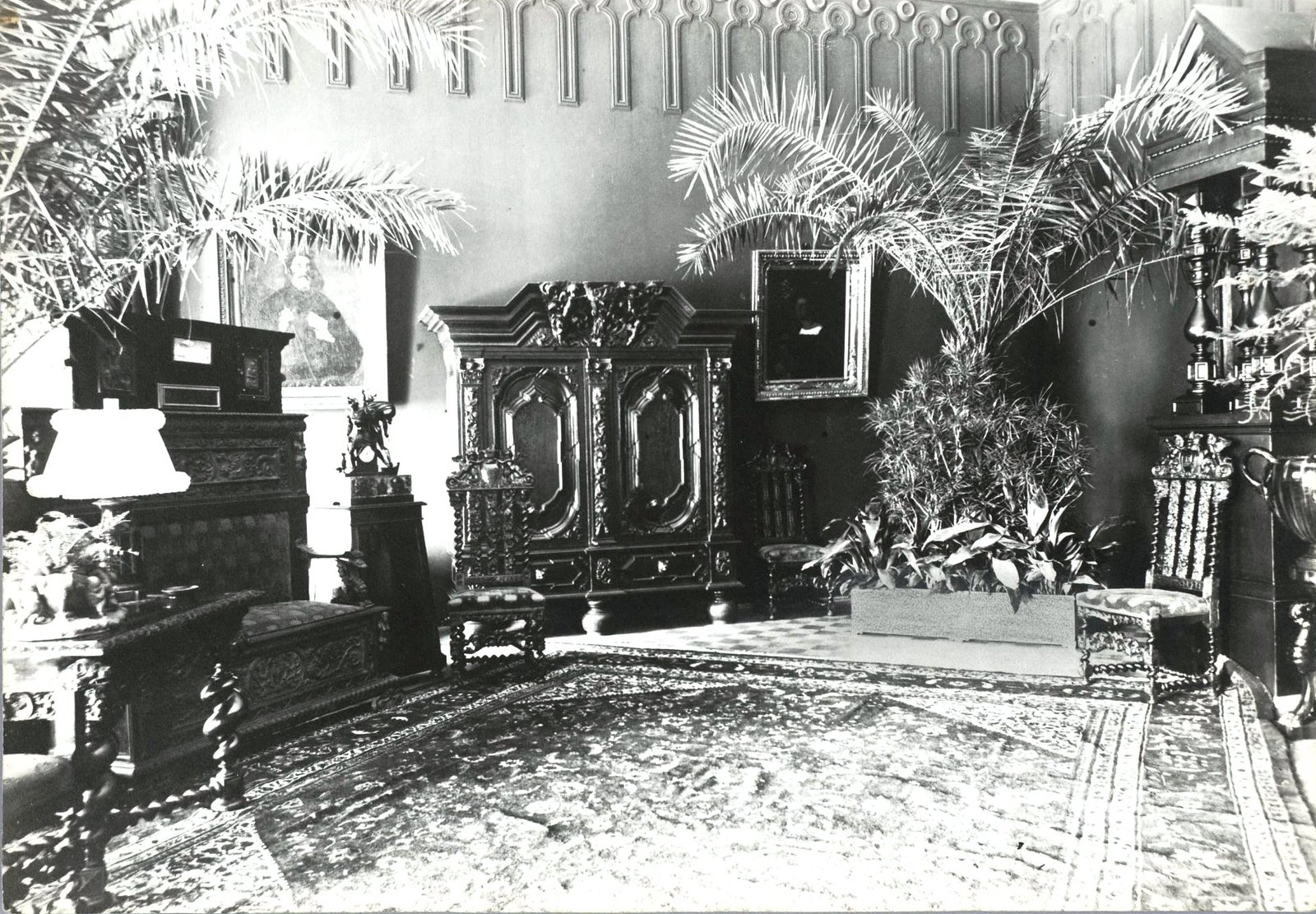
Гостинная
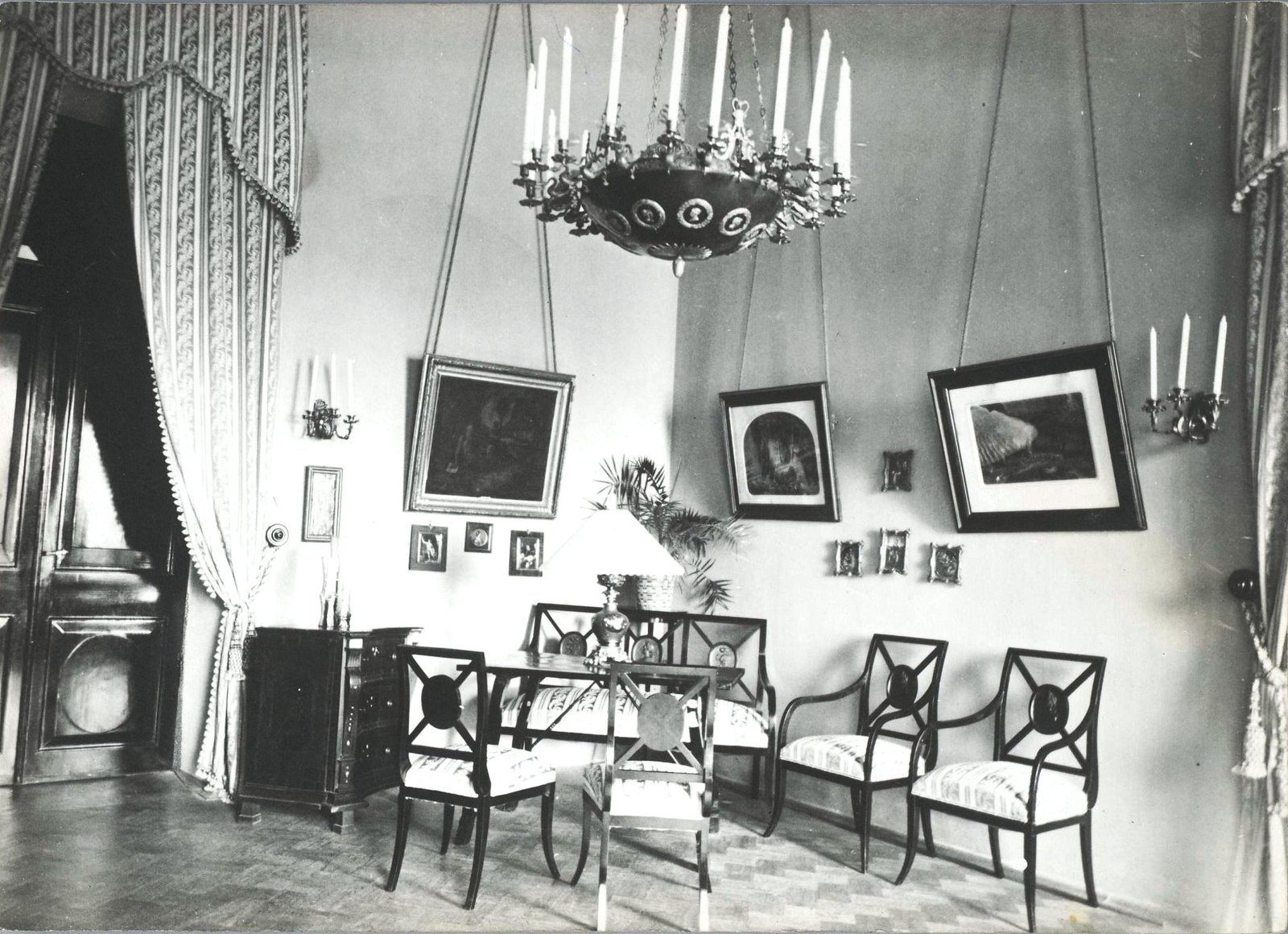
Гостинная
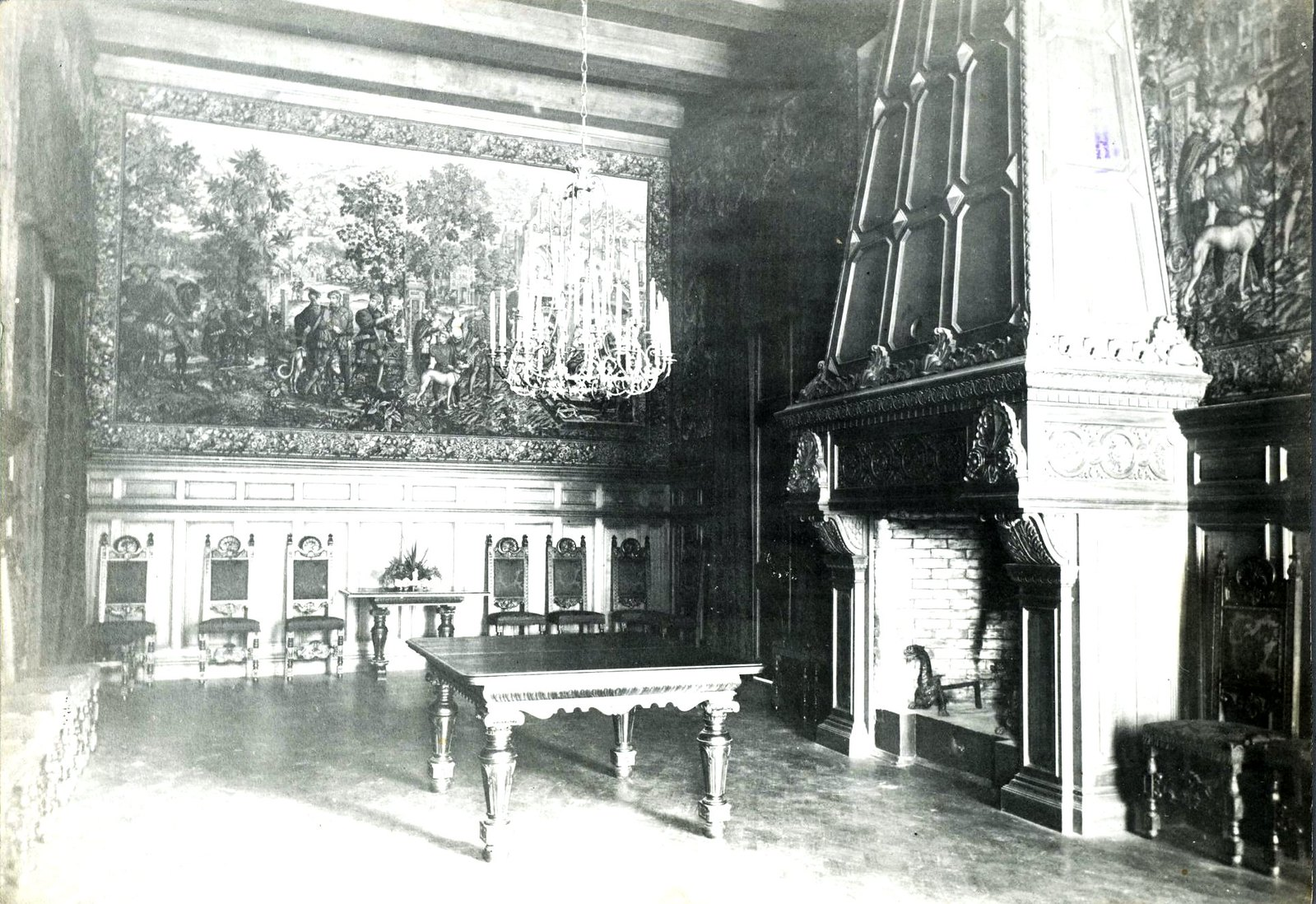
Каминная
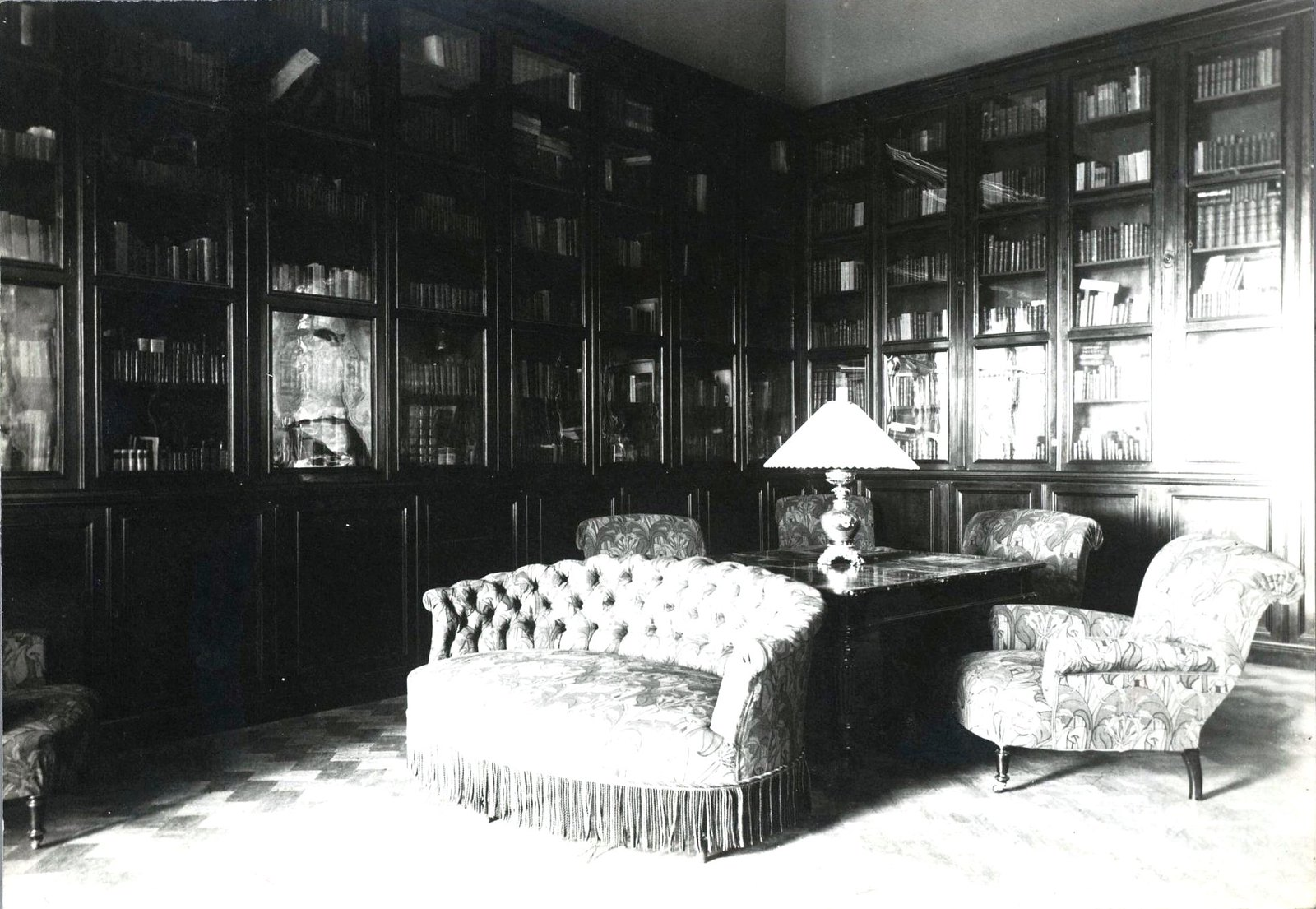
Библиотека

В период революции П. С. Уварова выехала из имения Красная горка на Кавказ, а позднее — в Сербию. В 1919 году, благодаря И. С. Куликову, наиболее ценные вещи из имения были перевезены в Муромский исторический музей. В флигелях имения разместилась коммуна «Альтруист».
18 июля 1922 года управление муромских льняных фабрик опубликовало объявление об открытии при коммуне дома отдыха. В 1929 году решением президиума окрисполкома дом отдыха был закрыт.
Во время Великой Отечественной войны здесь находился военный госпиталь, а с 1946 года по настоящее время размещается воинское подразделение.